# Ana Etayo Garde
Ana Belén Etayo Garde, (Pamplona, 16 de agosto de 1995) es una futbolista española. Juega de portera y su equipo actual es la Club Atlético Osasuna FSF de la Segunda División de fútbol sala femenino de España. En el año 2018 fue nominada a mejor portera del mundo, finalizando en séptima posición.

## Trayectoria
Comenzó jugando en el CD Orvina de Pamplona, donde debutó en la primera división, de ahí pasó a jugar con el FSF Móstoles durante 3 temporadas y posteriormente fichó por el Jimbee Roldán FSF en la temporada 2017-18, proclamándose en ese mismo año campeona de liga, y campeona de Europa al año siguiente.

## Selección nacional
Debutó el 5 de septiembre de 2018 en un partido amistoso contra la selección de Portugal, siendo la primera jugadora navarra en hacerlo.

## Estadísticas

### Clubes
Actualizado al último partido jugado el 12 de junio de 2022.
| Club | Div.          | Temporada     | Liga  | Liga  | Liga       | Liga      | Copas nacionales(1) | Copas nacionales(1) | Copas nacionales(1) | Copas nacionales(1) | Torneos internacionales(2) | Torneos internacionales(2) | Torneos internacionales(2) | Torneos internacionales(2) | Total(3) | Total(3) | Total(3)   | Total(3)  |
| Club | Div.          | Temporada     | Part. | Goles | Amonestado | Expulsado | Part.               | Goles               | Amonestado          | Expulsado           | Part.                      | Goles                      | Amonestado                 | Expulsado                  | Part.    | Goles    | Amonestado | Expulsado |
| --- | ------------- | ------------- | ----- | ----- | ---------- | --------- | ------------------- | ------------------- | ------------------- | ------------------- | -------------------------- | -------------------------- | -------------------------- | -------------------------- | -------- | -------- | ---------- | --------- |
| Lacturale Orvina · España |               |               |       |       |            |           |                     |                     |                     |                     |                            |                            |                            |                            |          |          |            |           |
| 1.ª |               |               |       |       |            |           |                     |                     |                     |                     |                            |                            |                            |                            |          |          |            |           |
| 2011-12 | 9             | 0             | 0     | 0     | -          | -         | -                   | -                   | -                   | -                   | -                          | -                          | 9                          | 0                          | 0        | 0        |            |           |
| 2012-13 | 22            | 0             | 0     | 0     | 2          | 0         | 0                   | 0                   | -                   | -                   | -                          | -                          | 24                         | 0                          | 0        | 0        |            |           |
| 2013-14 | 16            | 0             | 0     | 0     | -          | -         | -                   | -                   | -                   | -                   | -                          | -                          | 16                         | 0                          | 0        | 0        |            |           |
| Total club | Total club    | 47            | 0     | 0     | 0          | 2         | 0                   | 0                   | 0                   | -                   | -                          | -                          | -                          | 49                         | 0        | 0        | 0          |           |
| FSF Móstoles · España |               |               |       |       |            |           |                     |                     |                     |                     |                            |                            |                            |                            |          |          |            |           |
| 1.ª |               |               |       |       |            |           |                     |                     |                     |                     |                            |                            |                            |                            |          |          |            |           |
| 2014-15 | 25            | 0             | 1     | 0     | -          | -         | -                   | -                   | -                   | -                   | -                          | -                          | 25                         | 0                          | 1        | 0        |            |           |
| 2015-16 | 25            | 0             | 2     | 0     | -          | -         | -                   | -                   | -                   | -                   | -                          | -                          | 25                         | 0                          | 2        | 0        |            |           |
| 2016-17 | 27            | 0             | 0     | 0     | -          | -         | -                   | -                   | -                   | -                   | -                          | -                          | 27                         | 0                          | 0        | 0        |            |           |
| Total club | Total club    | 72            | 0     | 3     | 0          | -         | -                   | -                   | -                   | -                   | -                          | -                          | -                          | 72                         | 0        | 3        | 0          |           |
| Jimbee Roldán FSF · España |               |               |       |       |            |           |                     |                     |                     |                     |                            |                            |                            |                            |          |          |            |           |
| 1.ª |               |               |       |       |            |           |                     |                     |                     |                     |                            |                            |                            |                            |          |          |            |           |
| 2017-18 | 29            | 0             | 1     | 0     | 2          | 0         | 0                   | 0                   | -                   | -                   | -                          | -                          | 31                         | 0                          | 1        | 0        |            |           |
| 2018-19 | 26            | 0             | 2     | 0     | 3          | 0         | 0                   | 0                   | 3                   | 0                   | -                          | -                          | 32                         | 0                          | 2        | 0        |            |           |
| 2019-20 | 16            | 0             | 0     | 0     | 2          | 0         | 0                   | 0                   | -                   | -                   | -                          | -                          | 18                         | 0                          | 0        | 0        |            |           |
| Total club | Total club    | 71            | 0     | 3     | 0          | 7         | 0                   | 0                   | 0                   | 3                   | 0                          | -                          | -                          | 81                         | 0        | 3        | 0          |           |
| AD Sala Zaragoza · España |               |               |       |       |            |           |                     |                     |                     |                     |                            |                            |                            |                            |          |          |            |           |
| 1.ª |               |               |       |       |            |           |                     |                     |                     |                     |                            |                            |                            |                            |          |          |            |           |
| 2020-21 | 9             | 0             | 0     | 0     | 0          | 0         | 0                   | 0                   | -                   | -                   | -                          | -                          | 9                          | 0                          | 0        | 0        |            |           |
| 2021-22 | 22            | 0             | 0     | 0     | 2          | 0         | 0                   | 0                   | -                   | -                   | -                          | -                          | 24                         | 0                          | 0        | 0        |            |           |
| Total club | Total club    | 31            | 0     | 0     | 0          | 2         | 0                   | 0                   | 0                   | -                   | -                          | -                          | -                          | 33                         | 0        | 0        | 0          |           |
| Total carrera | Total carrera | Total carrera | 221   | 0     | 6          | 0         | 12                  | 0                   | 0                   | 0                   | 3                          | 0                          | -                          | -                          | 236      | 0        | 6          | 0         |
| (1) Incluye datos de Copa de España / Supercopa de España. (2) Incluye datos de Campeonato de Europa de Clubes y Copa Intercontinental. (3) No incluye datos de partidos amistosos. |               |               |       |       |            |           |                     |                     |                     |                     |                            |                            |                            |                            |          |          |            |           |

## Palmarés y distinciones
- Campeonato de Europa de Clubes de fútbol sala femenino: 1

2019
- Liga española: 1

2017-18
- Campeonato de Europa universitario de fútbol sala femenino: 1

2019
- Campeonato de Europa universitario de fútbol sala femenino: 1

Nombrada mejor portera del campeonato